# Cantó de Darney
El cantó de Darney és un cantó francès del departament dels Vosges, situat al districte de Neufchâteau. Té 21 municipis i el cap és Darney.

## Municipis
- Attigny
- Belmont-lès-Darney
- Belrupt
- Bonvillet
- Darney
- Dombasle-devant-Darney
- Dommartin-lès-Vallois
- Escles
- Esley
- Frénois
- Hennezel
- Jésonville
- Lerrain
- Pierrefitte
- Pont-lès-Bonfays
- Provenchères-lès-Darney
- Relanges
- Saint-Baslemont
- Sans-Vallois
- Senonges
- Les Vallois

## Història
| Data d'elecció                           | Identitat      | Partit                     | Qualitat |
| ---------------------------------------- | -------------- | -------------------------- | -------- |
| 1945-1958                                | André Barbier  | Divers droite              |          |
| 1958-1964                                | M. Deloy       | Divers droite              |          |
| 1964-1983                                | Jean Marulier  | Divers droite, després UDF |          |
| 1983-1988                                | André Pairon   | RPR                        |          |
| 1988-2001                                | Daniel Audinot | PS                         |          |
| 2001-                                    | Yannick Dars   | Divers droite, després UMP |          |
| les dades anteriors no són pas conegudes |                |                            |          |
|                                          |                |                            |          |

## Demografia
| A partir de 1990: Població sense dobles comptes |